# Rosières (Ardèche)
Rosières település Franciaországban, Ardèche megyében. Lakosainak száma 1307 fő (2022. január 1.). Rosières Joyeuse, Labeaume, Laurac-en-Vivarais, Sanilhac és Vernon községekkel határos.

## Népesség
A település népessége az elmúlt években az alábbi módon változott:
| Lakosok száma | 786  | 831  | 911  | 1073 | 1199 | 1188 | 1190 | 1249 | 1280 | 1307 |
|               | 1968 | 1982 | 1990 | 2006 | 2013 | 2015 | 2017 | 2019 | 2020 | 2022 |